# アーバンウニモグ
アーバンウニモグ（Urban Unimog）とは、ドイツのダイムラーがメルセデス・ベンツブランドで販売しているオフロード用の四輪駆動乗用車である。多目的作業車であるウニモグをベースに、日本のヤナセのリクエストにより開発され、発売された。